# Человеческая деятельность
«Человеческая деятельность: Трактат по экономической теории» (англ. Human Action: A Treatise on Economics) — работа австрийского экономиста и философа Людвига фон Мизеса. Широко считается magnum opus Мизеса. В нём представлены аргументы в пользу laissez-faire капитализма, основанные на праксеологии, его методе понимания структуры рационального принятия решений человеком. В этой работе автор отвергает позитивизм в экономике. Данный экономический подход основывается на априорной эпистемологии, обосновывающийся с помощью дедуктивного метода, и подкрепляет праксеологию фундаментом методологического индивидуализма и законами аподиктической определённости. Мизес в этой работе утверждает, что свободно-рыночная экономика не только превосходит любую систему государственного планирования, но и в конечном счёте служит основой самой цивилизации.

## Создание
После прибытия в Женеву в 1934 году Мизес, будучи профессором Института международных исследований Женевского университета, впервые получил финансовую стабильность, чтобы полностью посвятить себя исследованиям. Он хотел развить свои предыдущие работы и работы Австрийской школы в полную, самодостаточную теорию человеческого действия.
Мизес был убеждён, что неполное понимание человеческого действия является причиной ошибочных экономических теорий. К ним он относил все формы государственного интервенционизма, которые в долгосрочной перспективе приводят к социализму и экономической катастрофе. Он также видел свою задачу во всесторонней демонстрации принципиальной ошибочности социализма и государственного интервенционизма.
Результат этой работы вышел на немецком языке в 1940 году под названием Nationalökonomie, Theorie des Handelns und Wirtschaftens. Однако Вторая мировая война помешала распространению трактата, и швейцарский издатель был вынужден объявить о банкротстве. В эмиграции в США Мизес подготовил новое издание на английском языке для американского рынка, которое было опубликовано издательством Йельского университета в 1949 году под названием «Human Action: A Treatise on Economics».

## Основные идеи
В своей работе Мизес критикует математический метод и наблюдение за данными в качестве изучения экономики. Фактически он показывает, что эти методы могут быть использованы в анализе экономической истории, но они не действительны для понимания или предсказания человеческого поведения. При этом он рассматривает экономический расчёт как самую фундаментальную проблему в экономике.
Экономическая проблема для Мизеса — это проблема действия. Человек действует, чтобы избавиться от чувства беспокойства, но может преуспеть в действиях только в том случае, если он понимает причинно-следственные связи между целями, которые он хочет удовлетворить. Тот факт, что человек живёт в мире причинности, означает, что он сталкивается с определённым выбором относительно того, как он удовлетворяет свои цели. Человеческое действие — это применение человеческого разума для выбора наилучших средств достижения целей. Разум анализирует и оценивает различные варианты, что есть экономический расчёт. Таким образом, во главе праксеологического подхода к оценке экономических отношений, политики государства и поведения индивидов стоит аксиома действия, а процесс решения возникающих проблем называется каталлактикой.
Человеческая деятельность связана с динамикой. Противоположность действию — не бездействие. Скорее, противоположностью действию является удовлетворённость. В полностью удовлетворённом состоянии не было бы никаких действий, никаких усилий по изменению существующего порядка вещей (который можно было бы изменить, просто прекратив делать некоторые вещи). Человек действует, потому что он никогда не бывает полностью удовлетворён, и никогда не остановится, потому что он никогда не может быть полностью удовлетворён. Так, верно, что некоторые экономисты строят модели динамического равновесия, но идея динамического равновесия для Мизеса оксюморонна. Фактическое равновесие может включать повторяющийся цикл, но не истинную динамику. Истинная динамика предполагает неповторяющиеся эволюционные изменения.
Мизес связывает прогресс и прибыль. Прибыль, полученная от добровольных сделок, является показателем экономического успеха. Именно денежный расчёт прибыли показывает, обеспечило ли предприятие чистое увеличение благосостояния потребителей по сравнению с истинными экономическими затратами. Убыток, по словам самого Мизеса, — это неудача, и потребители всего лишь проецируют на теоретического предпринимателя тот факт, что он потерпел неудачу. Тесная связь, которую Мизес проводит между экономическими и денежными расчётами, приводит его к выводу, что рыночные цены (на основе которых рассчитывается денежная прибыль) необходимы для прогресса в улучшении условий жизни человека. Без рынков нет цен, а без цен нет экономического расчёта. Денежные расчёты жизненно важны для любой экономики и распределения ресурсов в ней.
Позже такой подход лёг в основу критики Мизесом социалистической экономики и этатистского регулирования, описанных в его трактате «Социализм: экономический и социологический анализ».

## Влияние
По разным причинам трактат Мизеса поначалу остался незамеченным. Причина отсутствия интереса к работе Мизеса в первые годы после выпуска заключалась в том, что описанные идеи были чересчур новы и не были оценены даже представителями Австрийской школы, к которой принадлежал Мизес. В своей рецензии 1941 года Фридрих фон Хайек выражал недоумение тем, что исследования Мизеса идут в направлении, независимом от исследований остальных представителей школы, и что развитие его теории было решительно автономным. С течением времени стало заметно, что трактат Мизеса подхватил наиболее важные нити теории основателя Австрийской школы Карла Менгера и творчески развил их. Как пишет Джозеф Салерно, Мизес хотел решить две важные проблемы, которые не решили его предшественники: проблему статуса равновесной конструкции и разрыв между теорией денег и теорией стоимости. Он занялся вопросами, оставленными остальной школой, поэтому ему приходилось действовать в изоляции.
Значение трактата было признано, когда в США Yale University Press и Великобритании W. Hodge & Co. была опубликована расширенная английская версия под названием «Human Action: A Treatise on Economics». Благодаря Мизесу и его книге в 1960-х годах произошло возрождение Австрийской школы, которая к концу 1930-х годов потеряла своё положение, поскольку её предыдущие работы были в значительной степени поглощены основными экономическими школами.
Более того, в дальнейшем книга стала теоретическим и методологическим фундаментом для экономическо-правового анализа, социальной теории и политической философии Австрийской школы и либертарианства в частности. Идеи Мизеса, описанные в этом трактате и использовавшиеся в дальнейших его работах, повлияли на таких мыслителей как Мюррей Ротбард, Ханс-Херман Хоппе, Джозеф Салерно, Питер Бёттке, Израэля Кирцнера, Генри Хэзлитта, Роберта Мёрфи и других представителей школы. После академического раскола в Австрийской школе появились хайекианское и мизесиано-ротбардианское направляния, где последнее характеризовалось приверженностью эпистемологическому априоризму и праксеологическому методу. Также есть случаи, когда в рамках экономической и политическо-философской теории соединяют подход Мизеса, Хайека и Ротбарда, как это делает Хесус Уэрта де Сото в своей теории предпринимательства или Роджер Гаррисон.

## История публикации
Работа, предшествующая «Человеческой деятельности», под названием Nationalökonomie: Theorie des Handelns und Wirtschaftens впервые была опубликована на немецком языке в 1940 году. Книга «Человеческая деятельность» не была прямым переводом предыдущей работы, но использовала её общие положения и расширила их.
Yale University Press опубликовало первое издание «Человеческой деятельности» в 1949 году. Когда производственные задержки отодвинули запланированную дату выхода пересмотренного и расширенного второго издания, Лайл Мансон, издатель Bookmailer, Inc., предположил, что Мизес может отнести книгу в другое издательство, и предложил опубликовать её самостоятельно. Мизес использовал это предложение как рычаг давления, чтобы заставить Yale University Press ускорить выпуск книги. В результате вышедшее издание 1963 года было полно типографских ошибок, и после этого пришлось быстро печатать другое издание под руководством другого редактора. Генри Регнери опубликовал пересмотренное третье издание в 1966 году.
Посмертное четвёртое издание было опубликовано в 1996 году с правками Беттины Гривз. Оно доступно в твёрдом переплёте (Liberty Fund, ISBN 0-86597-630-9) и четырёхтомном издании в мягкой обложке (Liberty Fund, ISBN 0-86597-631-7), а также в однотомном издании в мягкой обложке (Fox & Wilkes, ISBN 0-930073-18-5). В 1998 году Институт Мизеса переиздал книгу как «The Schoolars Edition» (ISBN 0-945466-24-2). В 2010 году Институт Мизеса переиздал первое издание в виде портативного «Pocket Edition» (ISBN 978-1-61016-145-9).

### Издания
Английский
- Human Action: A Treatise on Economics (1949). New Haven: Yale University Press.

- Human Action: A Treatise on Economics (New Revised Edition) (1963). New Haven: Yale University Press.

- Human Action: A Treatise on Economics (3rd Revised Edition) (1966). Chicago: Henry Regnery[англ.].

- Human Action: A Treatise on Economics(4th Revised Edition) (1996). San Francisco: Bettina Bien Greaves, FEE. ISBN 0-945466-24-2

- Human Action: A Treatise on Economics: The Schoolars Edition (1998). Auburn, AL: Mises Intitute. ISBN 0-945466-24-2
  - Human Action: A Treatise on Economics: Pocket edition (2010). Auburn, AL: Mises Intitute. ISBN 978-1-61016-145-9

Русский
- Человеческая деятельность. Трактат по экономической теории (2005). Челябинск: Социум. ISBN 5-901901-29-0

- Человеческая деятельность. Трактат по экономической теории (2019). Челябинск: Социум. ISBN 978-5-91603-093-8

Немецкий
- Menschliches Handeln (в 4 томах) (2019). Mises Institut Österreich. ISBN 978-3-902639-51-6, ISBN 978-3-902639-52-3, ISBN 978-3-902639-53-0, ISBN 978-3-902639-54-7

Испанский
- Acción Humana:Tratado de Economía (2011). Madrid: Unión Editorial. ISBN 978-84-7209-540-3

Французский
- L’action humaine : Traité d’économie (1985). Paris: PUF. ISBN 2-13-038598-2

Португальский
- Ação humana: Um tratado de economia. Rio de Janeiro: Instituto Liberal. ISBN 978-8562816055

Чешский
- Lidské jednání: Pojednání o ekonomii (2006). Prague: Liberální institut. ISBN 80-86389-45-6

Польский
- Ludzkie działanie: traktat o ekonomii (2007). Wrocław: Instytut Ludwiga von Misesa Polska. ISBN 978-8392616009

Итальянский
- L’azione umana : trattato di economia (1959). Torino: UTET. OCLC 799056504
- L’azione umana : trattato di economia (2016). Soveria Mannelli: Rubbettino. ISBN 978-8849846027

Турецкий
- İnsan eylemi: iktisat üzerine bir inceleme (2008). Ankara: Liberte Yayınları. ISBN 9789756201411

Нидерландский
- Het menselijk handelen: een economische verhandeling, Amsterdam: Stichting Pierson & Templeton. ISBN 978-9082480405

Румынский
- Acțiunea umană (2002). Mises Institute România. Доступно онлайн на mises.ro.
- Acțiunea umană (2018). Bucureşti: Dan Cristian Comănescu.

Шведский
- Mänskligt handlande (2021). Stockholm: Timbro förlag. ISBN 978-9177032236

Японский
- ヒューマン・アクション: 人間行為の経済学 / Hyūman akushon: Ningen kōi no keizaigaku (2008). Tōkyō: Shunjūsha. ISBN 978-4-393-62183-7

Китайский
- 人的行為 : 經濟學硏論 / Ren de xing wei: jing ji xue yan lun. Taiwan: Bank of Taiwan. OCLC 33160039